# John Eliot (zendeling)

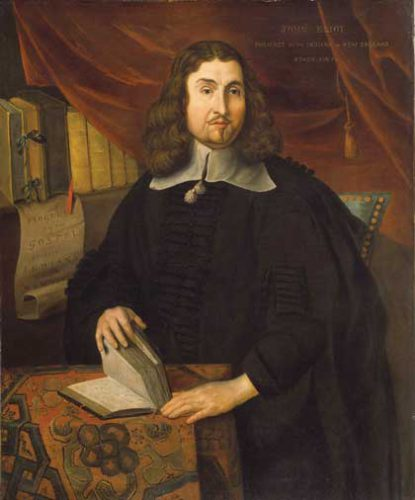
John Eliot

John Eliot (Widford, ±1604 - Roxbury (Massachusetts), 21 mei 1690) was een zendeling in de puriteinse Massachusetts Bay Colony in Noord-Amerika. Hij wordt beschouwd als de eerste puriteinse zendeling.

## Biografie
John Eliot bracht zijn jeugd door in Nazeing en ging naar het Jesus College in Cambridge. In 1629 ging hij de puriteinse geestelijke Thomas Hooker assisteren. Deze werd echter afgezet door de anglicaanse aartsbisschop William Laud en Eliot vluchtte samen met hem via Rotterdam naar de puriteinse Massachusetts Bay Colony. Op 3 november 1631 kwam John Eliot met de Lyon aan in Boston, de hoofdstad van de kolonie. Het volgende jaar werd hij predikant werd van de First Church in het nabijgelegen Roxbury, waar hij in 1645 de Roxbury Latin School oprichtte, de oudste continue functionerende school in de Verenigde Staten. Van 1650 tot 1674 assisteerde Samuel Danforth hem als predikant van Roxbury.
Samen met onder andere Thomas Weld en Richard Mather werkte John Eliot aan het Bay Psalm Book, een berijming van de Psalmen, die het eerste boek was dat werd gepubliceerd in de Britse koloniën in Noord-Amerika. Hij was ook betrokken bij de excommunicatie en verbanning van Anne Hutchinson, die als vrouw Bijbelstudies leidde en van antinomianisme werd beschuldigd. Dit hield in dat zij zou stellen dat een heilige levenswandel voor christenen niet noodzakelijk was om het heil te verkrijgen.

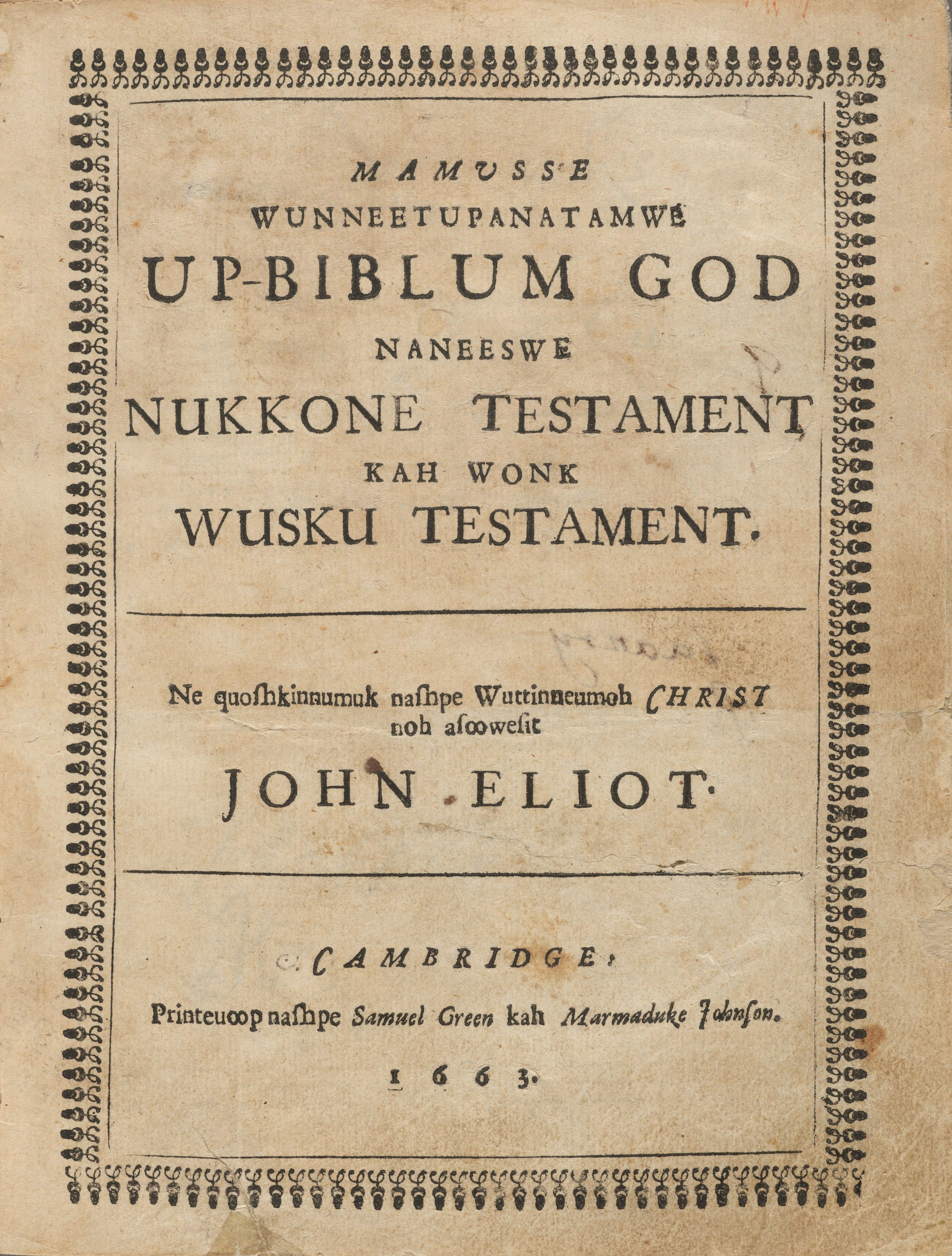
John Eliot's vertaling van de Bijbel in het Massachusett, 1663

Als Eliots voornaamste verdienste wordt de bekering van de Massachusett beschouwd. Dit leverde hem de bijnaam Indian apostle ("Apostel van de Indianen") op. Een belangrijk hulpmiddel bij zijn bekeringswerk was de vertaling van de Bijbel in het Massachusett, die in 1663 verscheen. In 1666 verscheen Eliots grammatica van het Massachusett onder de titel The Indian Grammar Begun. Zijn Indiaanse bekeerlingen, de zogeheten Praying Indians, bracht hij onder in speciaal ingerichte dorpen, waar zij hun eigen cultuur konden behouden. De meeste werden tijdens de King Philip's War (1675-1676) verwoest.
De ideeën achter de Indiaanse dorpen, die een soort theocratisch bestuur kenden werkte Eliot uit in The Christian Commonwealth: or, The Civil Policy Of The Rising Kingdom of Jesus Christ (1659), dat wordt beschouwd als het eerste boek over politiek dat door een Amerikaan geschreven is. Hij betoogde hierin dat er slechts één heerser in de kolonie diende te zijn, namelijk Jezus Christus zelf. Het was in 1661 het eerste boek dat door een Amerikaanse regering werd verboden, toen het bestuur van de kolonie Massachusetts haar loyaliteit wilde tonen aan Karel II, die in 1660 aan de macht was gekomen in Engeland.
John Eliot was getrouwd met Hanna Mumford. Ze kregen zes kinderen, van wie er slechts één (John Eliot jr.) bleef leven en later de eerste predikant in Newton werd.